# Elisabeth Esterl
Elisabeth Esterl (* 29. August 1976 in Dingolfing, Deutschland) ist eine deutsche Profigolferin, die in ihrer bisherigen Karriere über 178 Profiturniere bestritten hat und sich dabei mehr als 30-mal unter den Top Ten platzierte. Ihre Preisgelder summieren sich bisher auf 634.181,95 EURO.

## Profikarriere
Esterl wechselte im September 1997 ins Profilager und spielte kurze Zeit später auf der Ladies European Tour (LET).
Ihr erfolgreichstes Jahr war das Jahr 2003, in dem sie die Tenerife Ladies Open gewann und sich außerdem fünfmal in den Top Five platzierte. In diesem Jahr errang sie den 1. Platz in der Titleist German Order of Merit, der zugleich mit 159.298,51 EURO den 2. Platz in der Order of Merit der LET bedeutete.
Als erste deutsche Golfspielerin überhaupt nahm sie 2003 an dem Solheim Cup teil und trug zum Sieg der Europäerinnen gegen das Team der USA 1,5 wichtige Punkte bei.
Im Jahr 2005 vertrat Elisabeth Esterl Deutschland beim Women’s World Cup of Golf in Südafrika.

## Platzierungen auf der LET in den Top Ten
| Jahr | Turnier                       | Platzierung |
| ---- | ----------------------------- | ----------- |
| 1999 | Ladies Austrian Open          | 2.          |
| 1999 | Donegal Irish Ladies Open     | 2.          |
| 2000 | Ladies Italian Open           | 4.          |
| 2000 | Waterford Crystal Irish Open  | 3.          |
| 2001 | AAMI Womens Australian Open   | 5.          |
| 2001 | Taiwan Ladies Open            | 2.          |
| 2001 | South African Masters         | 2.          |
| 2001 | Compaq Open                   | 4.          |
| 2001 | Palmerston Ladies German Open | 4.          |
| 2001 | Waterford Crystal Irish Open  | 5.          |
| 2001 | Biarritz Ladies Classic 2001  | 5.          |
| 2002 | Tenerife Ladies Open          | 3.          |

| Jahr | Turnier                        | Platzierung |
| ---- | ------------------------------ | ----------- |
| 2003 | Tenerife Ladies Open           | 1.          |
| 2003 | La Perla Italian Open          | 2.          |
| 2003 | Lancia Ladies Open of Portugal | 2.          |
| 2003 | Open de Espana Femenino        | 5.          |
| 2003 | BT Ladies Open                 | 5.          |
| 2003 | The Wales WPGA Championship    | 4.          |
| 2004 | KLM Ladies Open                | 1.          |
| 2004 | Tenerife Ladies Open           | 5.          |
| 2004 | BMW Ladies Italian Open        | 7.          |
| 2004 | Ladies Open of Portugal        | 7.          |
| 2007 | Finnair Masters                | 8.          |

- Für das Jahr 2009 hat Elisabeth Esterl für 22 Turniere gemeldet.